# Бульбокомиш приморський
{{#ifeq:0|0|{{#if:|{{#if:Bolboschoenusmaritimus|[[]}}|}}}}
Бульбокомиш приморський (Bolboschoenus maritimus) — вид рослин родини осокові (Cyperaceae), поширений у Європі, Азії, Африці, Північній Америці, Південній Америці, на Гаваях.

## Опис
Багаторічна трав'яниста рослина 50–100(150) см. Суцвіття волотисте, з декількох головок, які сидять на подовжених ніжках. Колоскові луски яйцеподібні, на верхівці з глибокою виїмкою і коротеньким остюком у ній. Рильця 2–3. Горішок близько 3 мм завдовжки, з одного боку плоский, з іншого — опуклий, неясно-3-гранний, темно-бурий.

## Поширення
Поширений у Європі, Азії, Африці, Північній Америці, Південній Америці, на Гаваях.
В Україні вид зростає на вологих луках, болотах, по берегах, особливо на засоленому ґрунті — майже на всій території; в Поліссі рідко; в Лісостепу і Степу часто.

## Галерея

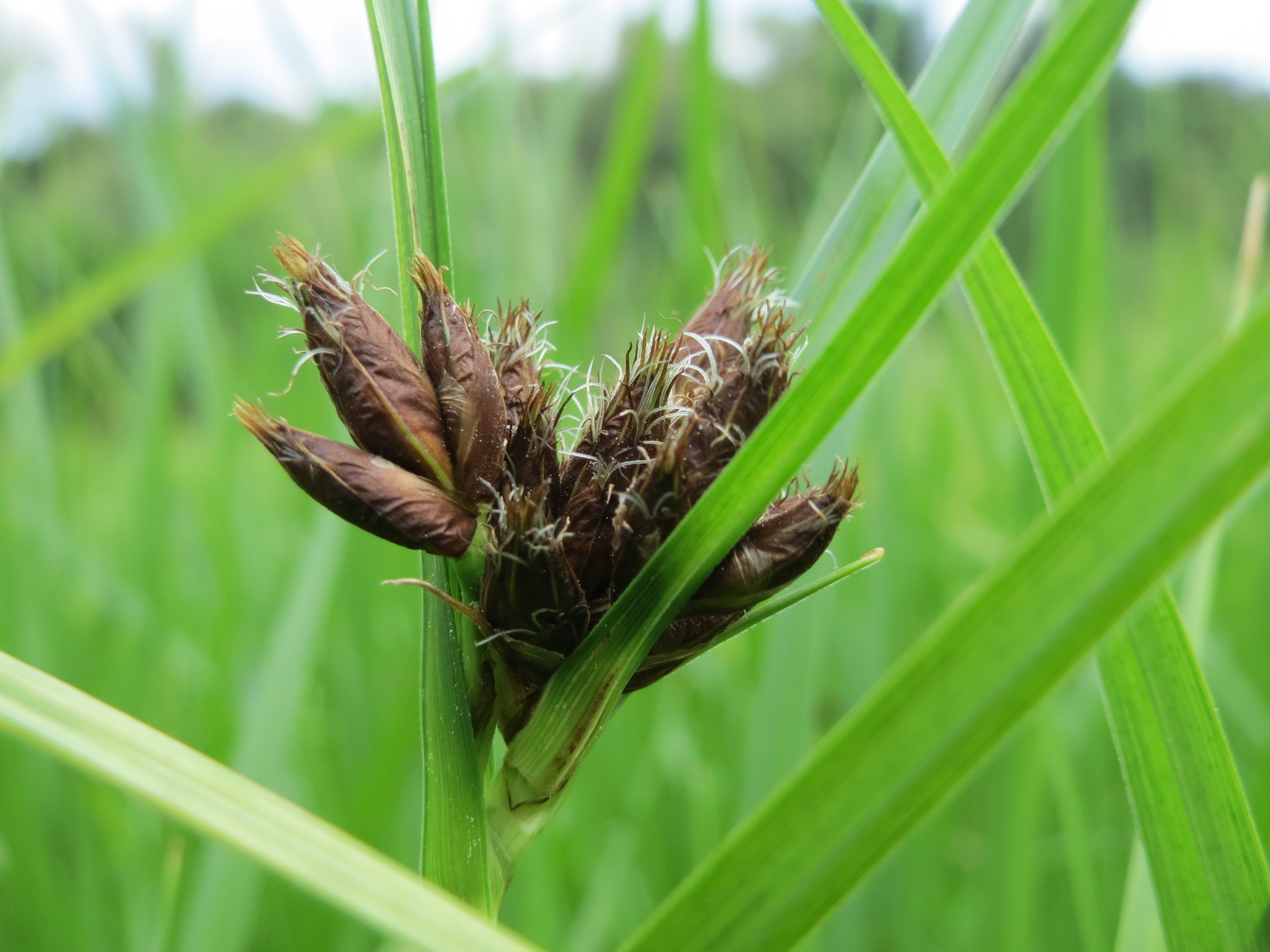
суцвіття
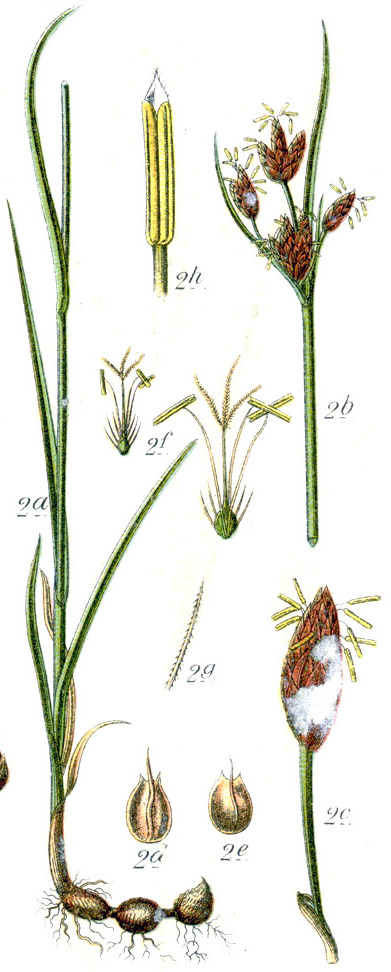
ілюстрація